# Camillo Agrippa
Camillo Agrippa (Milão, antes de 1535 – 1 de janeiro de 1600) foi um arquiteto, engenheiro e matemático do Renascimento.
Natural de Milão, foi de acordo com sua própria declaração para Roma em 1535. Naquela época, Antonio Cordiani e Michelangelo procuravam um meio de transportar o obelisco (atualmente instalado na Praça de São Pedro). Agripa havia pensado nisso por mais de trinta anos e publicou um tratado em 1583 com sua solução proposta.
Em 1553, publicou seu livro de esgrima Trattato di scientia d'arme, con un dialogo di filosofia. Depois de o foco do estilo de luta anteriormente estava no golpe, ele se concentrou na manobra. A partir dessa nova técnica, a rapieira se desenvolveu e, já em 1560 Michel de Montaigne percebeu que a Itália era a academia de esgrima da Europa. O escrito foi reimpresso em Veneza em 1568 e 1604.
Em 1574 o Papa Gregório XIII propôs a arquitetos e engenheiros apresentarem propostas para o transporte e erguimento do obelisco na Praça de São Pedro. Este foi erguido em 1586 por Domenico Fontana.
Entre 1553 e 1595 publicou seis escritos.

## Obras

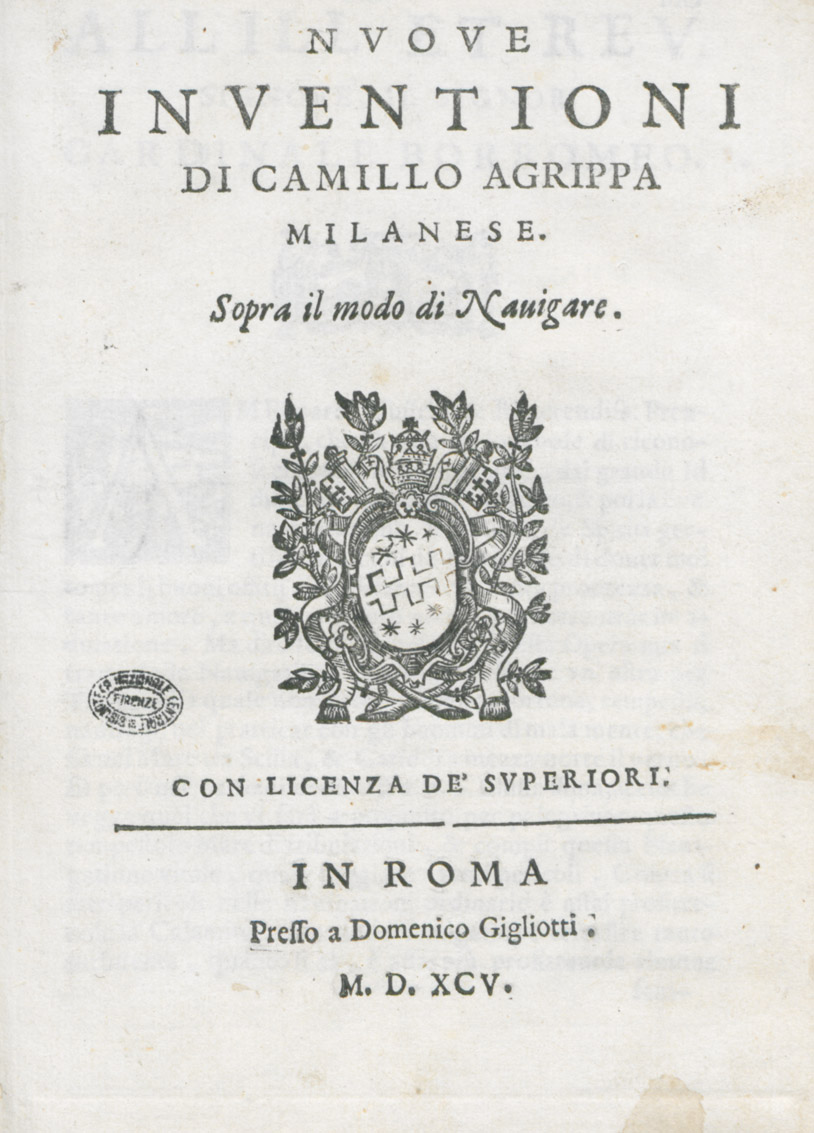
Nuove inventioni sopra il modo di navigare, 1595

- Trattato di Camillo Agrippa Milanese di trasportar la guglia in su la piazza di San Pietro; Rom, Francesco Zanetti, 1583
- Dialogo di Camillo Agrippa sopra la generatione de venti, baleni, tuoni, fulgori, fiumi, laghi, valli, et montagne; Rom, 1584 (Volltext auf Wikisource)
- Nvove inventioni di Camillo Agrippa Milanese sopra il modo di navigare, Rom 1595